# Liste der Biografien/Lof
Liste der Biografien |
Portal Biografien |
Personensuche
# |
A |
B |
C |
D |
E |
F |
G |
H |
I |
J |
K |
L |
M |
N |
O |
P |
Q |
R |
S |
T |
U |
V |
W |
X |
Y |
Z |
?
 
La |
Lb |
Lc |
Le |
Lg |
Lh |
Li |
Lj |
Ll |
Lm |
Lo |
Lp |
Lt |
Lu |
Lv |
Lw |
Lx |
Ly |
Lz
 
Loa |
Lob |
Loc |
Lod |
Loe |
Lof |
Log |
Loh |
Loi |
Loj |
Lok |
Lol |
Lom |
Lon |
Loo |
Lop |
Loq |
Lor |
Los |
Lot |
Lou |
Lov |
Low |
Loy |
Loz
Die Liste der Biografien führt alle Personen auf, die in der deutschsprachigen Wikipedia einen Artikel haben. Dieses ist eine Teilliste mit 222 Einträgen von Personen, deren Namen mit den Buchstaben „Lof“ beginnt.

## Lof
- Lof, Dries van der (1919–1990), niederländischer Autorennfahrer
- Lof, Shirley van der (* 1986), niederländische Automobilrennfahrerin

### Lofb
- Löfberg, Bertil (1923–1997), schwedischer Politiker (SAP)

### Loff
- Loff, Jeanette (1906–1942), US-amerikanische Schauspielerin und Sängerin
- Loff, Moritz († 1526), Kaufmann und Ratsherr der Hansestadt Lübeck
- Löffel, Gabriela (* 1972), Schweizer Künstlerin
- Löffel, Hartmut (* 1937), deutscher Schriftsteller, Übersetzer und Herausgeber
- Löffel, Ruedi (* 1962), Schweizer Kantonspolitiker
- Löffel, Wilhelm (1871–1935), deutscher Schriftsteller und Kolumnist
- Löffelbein, Jonathan (* 1991), deutscher Autor, Blogger und Slam-Poet
- Löffelbein, Kai (* 1981), deutscher Fotojournalist und Dokumentarfotograf
- Löffelbein, Klaus (* 1972), deutscher Jurist
- Loffeld, Jan (* 1975), deutscher römisch-katholischer Theologe
- Loffeld, Otmar (1955–2022), deutscher Ingenieurwissenschaftler und Hochschullehrer
- Löffelhardt, Heinrich (1901–1979), deutscher Designer
- Löffelhardt, Markus (* 1961), deutscher Publizist, Texter und Fotograf
- Löffelhardt, Stefan (* 1959), deutscher Bildhauer
- Löffelholz von Kolberg, Georg Wilhelm (1661–1719), kaiserlicher österreichischer Feldzeugmeister
- Löffelholz von Kolberg, Martin († 1533), deutscher Patrizier, Vogt, Sachbuchautor
- Löffelholz von Kolberg, Thomas (1472–1527), bayerischer Feldhauptmann
- Löffelholz von Kolberg, Wilhelm Christian Eberhard Friedrich (1809–1891), deutscher Archivar und Heraldiker
- Löffelholz, Barbara († 1488), Nürnberger Patrizierin
- Löffelholz, Martin (* 1959), deutscher Kommunikationswissenschaftler, Professor für Medienwissenschaft
- Löffelholz, Thomas (1932–2018), deutscher Journalist
- Löffelmann, Markus (* 1973), deutscher Rechtswissenschaftler, ehemaliger Richter und gegenwärtig Professor für Sicherheitsrecht an der Hochschule des Bundes für öffentliche Verwaltung in Berlin
- Loffhagen, George (* 2001), britischer Tennisspieler
- Löfflad, Hans (1922–1997), deutscher Politiker (WAV, DP), MdB
- Löffler, Alexander, österreichischer Gießer
- Löffler, Alexander (* 1972), deutscher Jesuit
- Löffler, Alexander (* 1993), deutscher Schauspieler
- Löffler, Alfred (1882–1941), deutscher Kaufmann und NS-Opfer
- Löffler, Alfred (1909–1989), deutscher Politiker (CDU), Bürgermeister und MdL Baden-Württemberg
- Löffler, Andreas (* 1964), deutscher Hochschullehrer für Bank- und Finanzwirtschaft an der Freien Universität Berlin
- Löffler, Anneliese (1928–2021), deutsche Germanistin
- Löffler, Annelise (1914–2000), deutsche Fotografin
- Löffler, Arthur (* 1891), sudetendeutscher Jurist, Rechtsanwalt und Landrat
- Löffler, August (1822–1866), deutscher Maler
- Löffler, Barbara (1943–2018), deutsche Keramikerin
- Löffler, Bernd (* 1963), deutscher Fechter
- Löffler, Bernhard (* 1965), deutscher Historiker
- Löffler, Bertold (1874–1960), österreichischer Maler, Graphiker und Designer
- Löffler, Bettina (* 1972), deutsche Fachärztin für Mikrobiologie und Infektionsepidemiologie und Hochschullehrerin
- Löffler, Christian (* 1963), deutscher Jurist und Richter am Bundesgerichtshof
- Löffler, Christian (* 1985), deutscher House- und Electronica-MusikerChristian Löffler (* 1985)

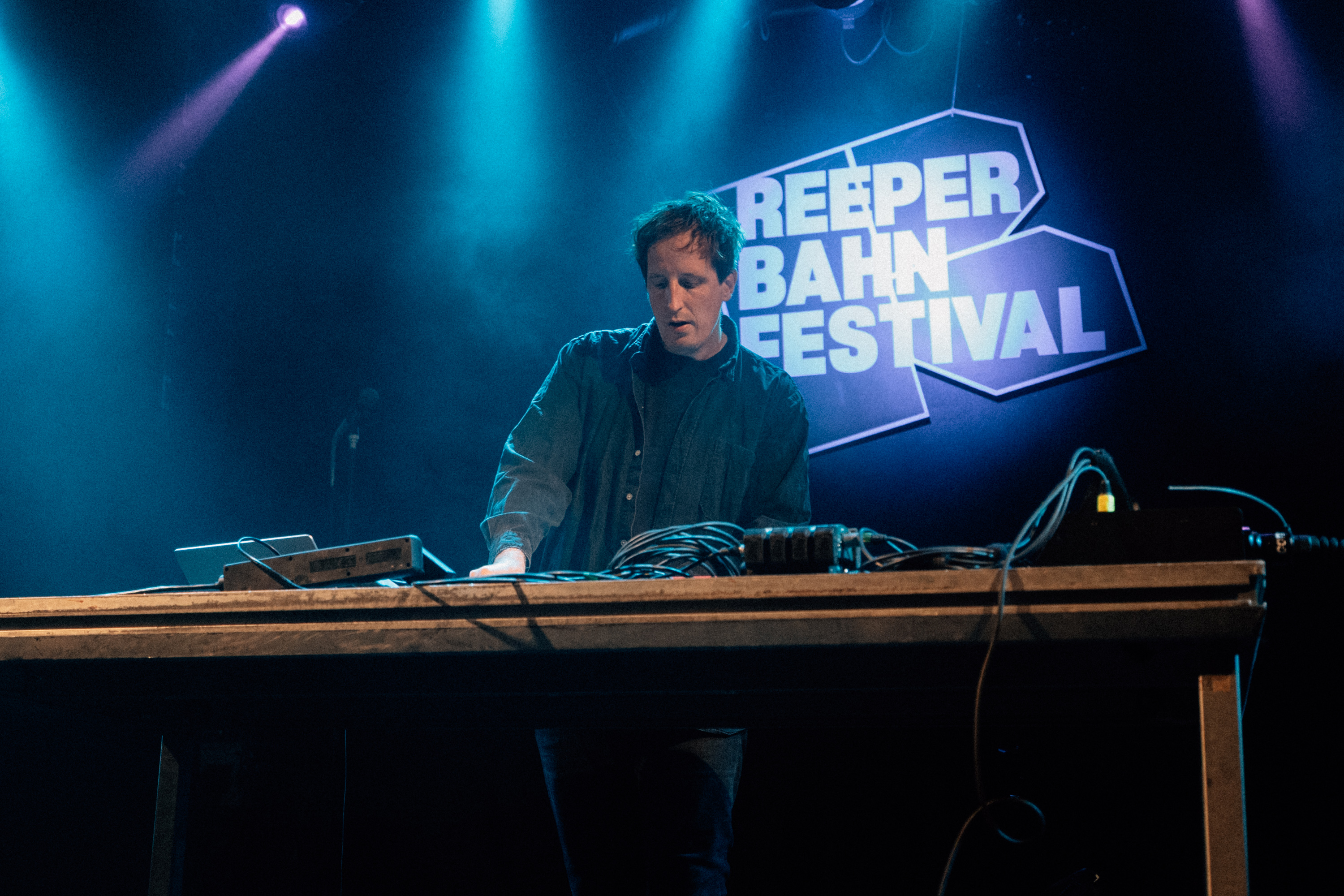
Christian Löffler (* 1985)

- Löffler, Christoph (1568–1623), österreichischer Gießer
- Löffler, Colja (* 1989), deutscher Handballspieler
- Löffler, Dietrich (1936–2021), deutscher Literaturwissenschaftler
- Löffler, Eberhard (* 1937), deutscher Kommunalpolitiker (CDU)
- Löffler, Edmund (1900–1998), deutscher Komponist
- Löffler, Erich (1908–1945), deutscher Offizier
- Löffler, Eugen (1883–1979), deutscher Pädagoge und Schulpolitiker
- Löffler, Falko (* 1974), deutscher Schriftsteller
- Löffler, Frank (* 1980), deutscher Skispringer
- Löffler, Franz (1875–1955), deutscher Maler und Grafiker
- Löffler, Franz (1895–1956), deutscher Heilpädagoge
- Löffler, Franz (* 1961), deutscher Politiker (CSU), Bezirkstagspräsident der Oberpfalz (seit 2008), Landrat des Landkreises Cham (seit 2010)Franz Löffler (* 1961)

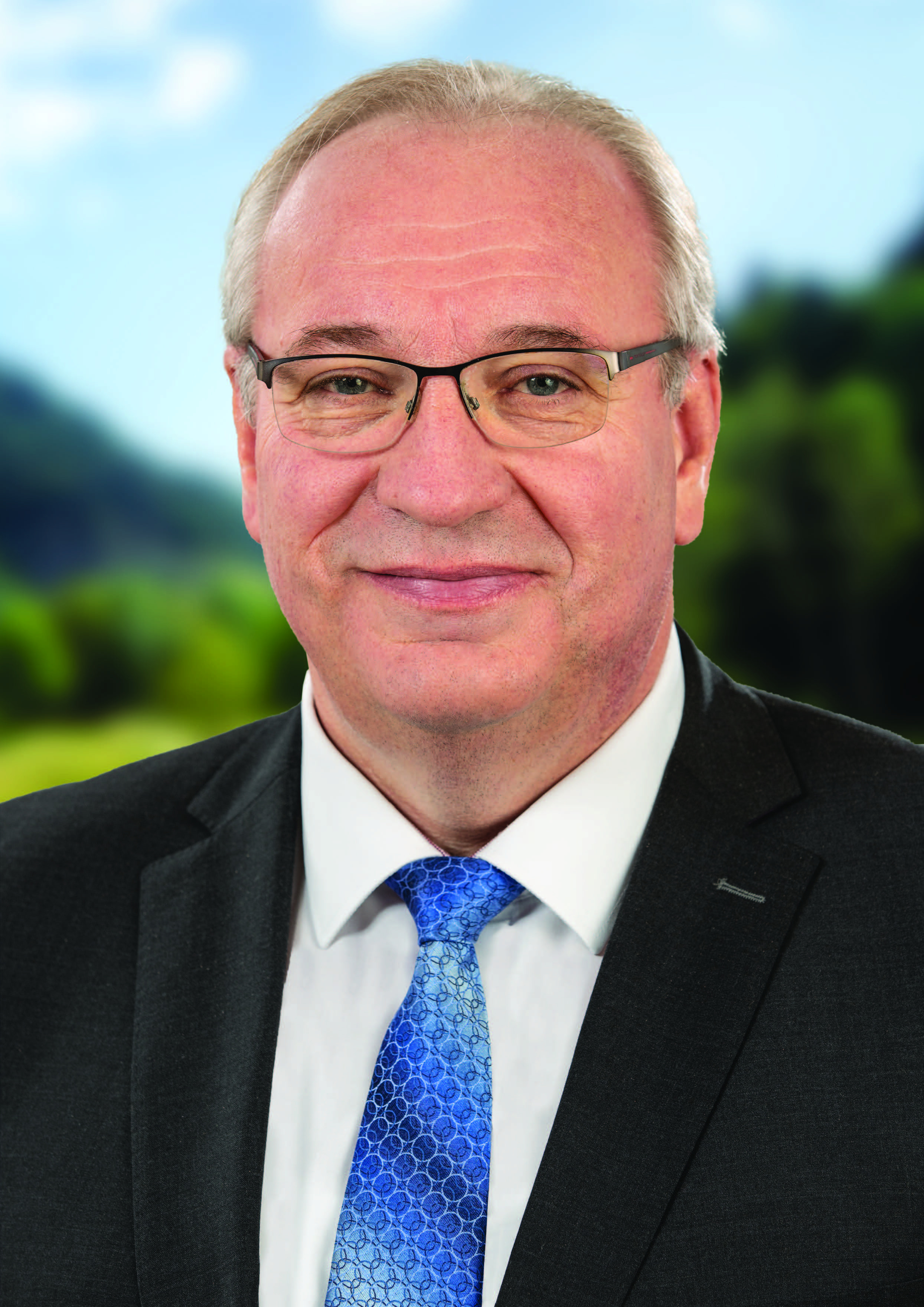
Franz Löffler (* 1961)

- Löffler, Friederike Luise (1744–1805), deutsche Haushälterin, Köchin, Kochbuchautorin
- Löffler, Friedrich (1933–1994), deutscher Verfahrenstechniker und Universitätsprofessor
- Löffler, Fritz (1899–1988), deutscher Kunsthistoriker und Literaturwissenschaftler
- Löffler, Georg Adam (1783–1843), Landtagsabgeordneter Großherzogtum Hessen
- Löffler, Gerd (1927–2004), deutscher Politiker (SPD), MdA
- Löffler, Gerd (* 1939), deutscher Politiker (CDU), MdHB und Spion
- Löffler, Gerhard (* 1933), deutscher Radsportler
- Löffler, Gerhard (* 1979), deutscher Kirchenmusiker
- Löffler, Gottfried (1939–1985), deutscher Keramiker in der DDR
- Löffler, Gottlieb (1868–1946), deutscher Maler und Kunstpädagoge
- Löffler, Gregor († 1565), österreichischer Gießer
- Löffler, Günter (1921–2013), deutscher Lehrer, Übersetzer, Schriftsteller
- Löffler, Hans (1872–1955), deutscher Verwaltungsjurist und Kommunalpolitiker
- Löffler, Hans (* 1946), deutscher Schriftsteller, Grafiker, Landschaftsarchitekt und Lyriker
- Löffler, Hans Christoph († 1595), österreichischer Gießer
- Löffler, Hans Georg (* 1953), deutscher Politiker (CDU)
- Löffler, Hans-Georg (* 1937), deutscher Generalmajor im Hauptstab der Nationalen Volksarmee
- Löffler, Heinrich (1879–1949), deutscher Politiker (SPD), MdR
- Löffler, Heinrich (1890–1966), deutscher Politiker (SPD), MdL
- Löffler, Heinrich (* 1938), Schweizer Sprachwissenschaftler und Hochschullehrer, Professor für Deutsche Philologie
- Löffler, Heinz (1913–2008), deutscher Maler und Grafiker
- Löffler, Heinz (1927–2006), österreichischer Limnologe und Mitglied der Akademie der Wissenschaften
- Löffler, Helmut (1934–2025), deutscher Ingenieur und InformatikerHelmut Löffler (1934–2025)

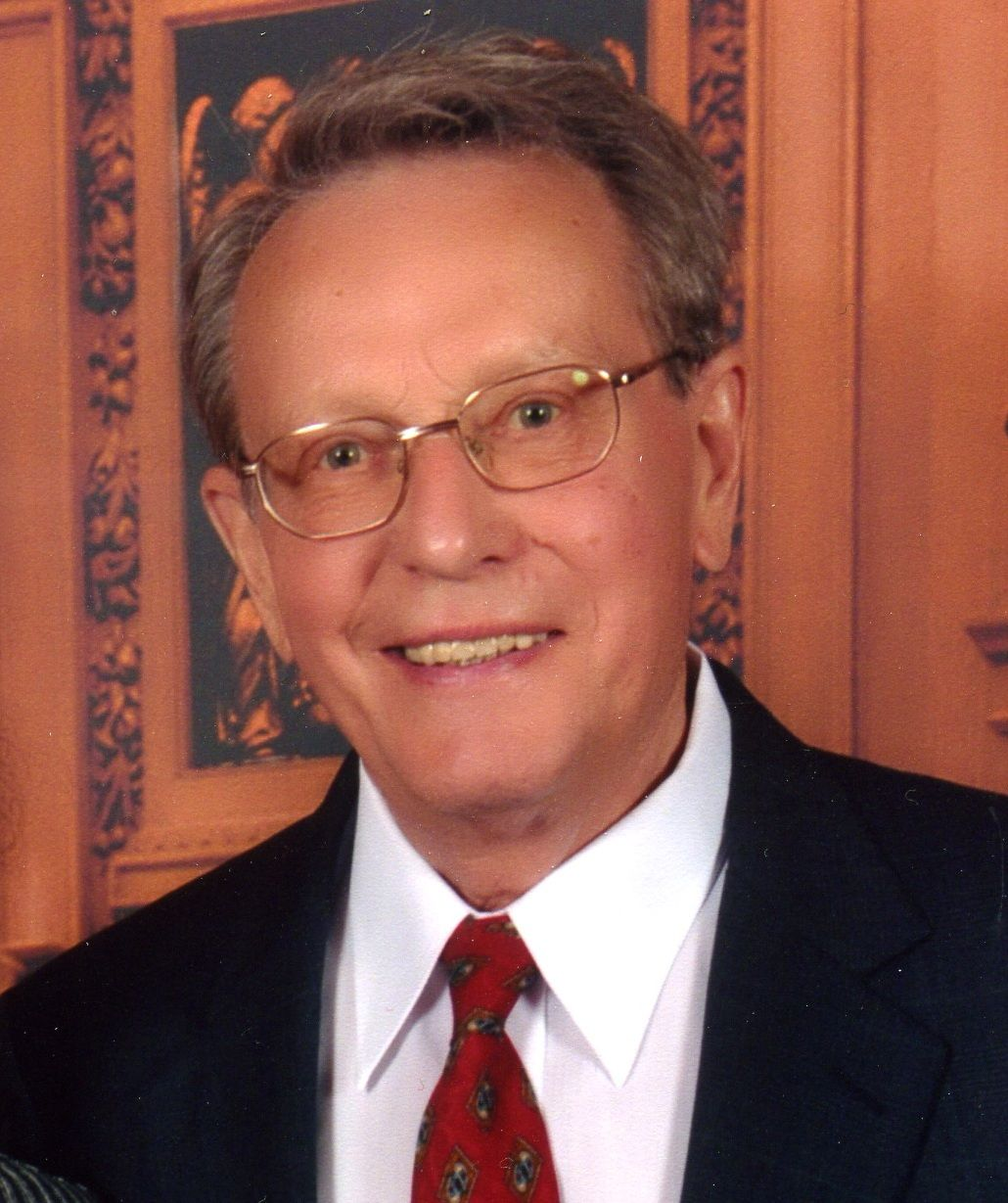
Helmut Löffler (1934–2025)

- Löffler, Henner (* 1943), deutscher Schriftsteller und Mäzen
- Löffler, Henriette (1780–1848), deutsche Haushälterin, Köchin, Kochbuchautorin
- Löffler, Hermann (1908–1978), deutscher Historiker
- Löffler, Horst (* 1942), deutscher Schwimmer
- Löffler, Ilse Jetti (1912–1941), deutsches NS-Opfer
- Löffler, Jakob (1583–1638), schwäbischer Rechtsgelehrter, württembergischer Kanzler und schwedischer Vizekanzler
- Löffler, Jan (* 1981), deutscher Politiker (CDU), MdL
- Löffler, Jaromír (* 1948), tschechischer Sänger, Komponist und Musikproduzent
- Löffler, Jean (* 1949), belgisch-deutscher Musiker
- Löffler, Jenny (* 1989), deutsche Schauspielerin und SynchronsprecherinJenny Löffler (* 1989)

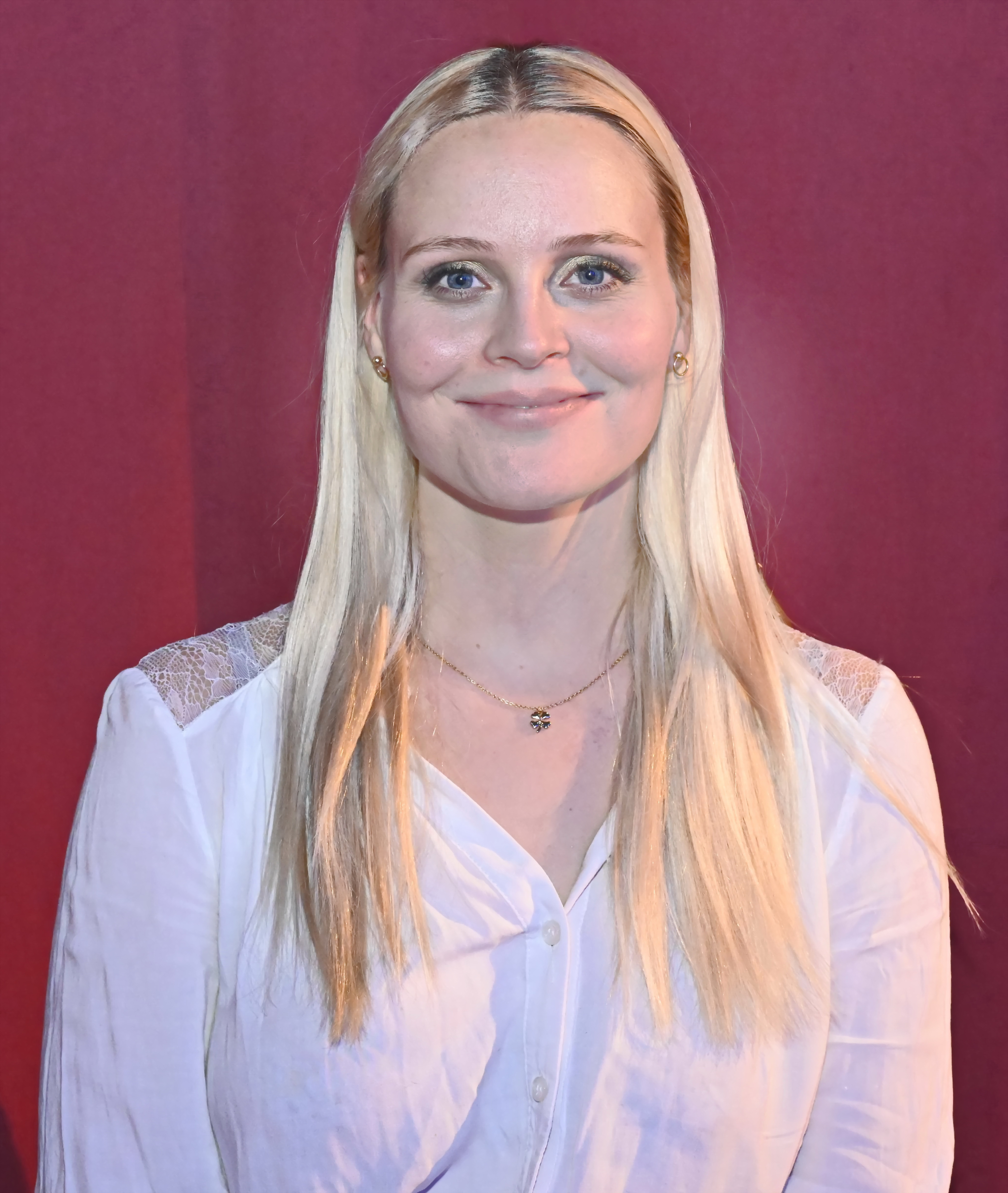
Jenny Löffler (* 1989)

- Löffler, Joachim (1904–1979), deutscher Politiker (SPD), MdL
- Löffler, Johann Eckard, deutscher Kupferstecher
- Löffler, Johann Heinrich, deutscher Kupferstecher
- Löffler, Johannes (1924–1997), deutscher Fußballspieler und -trainer
- Löffler, Jörg (* 1967), deutscher Ökologe und Hochschullehrer
- Löffler, Josias Friedrich (1752–1816), Pfarrer in Gotha, Generalsuperintendent und Mitbegründer des Gothaer Schulwesens
- Löffler, Juliane (* 1986), deutsche Journalistin, Autorin und DramaturginJuliane Löffler (* 1986)

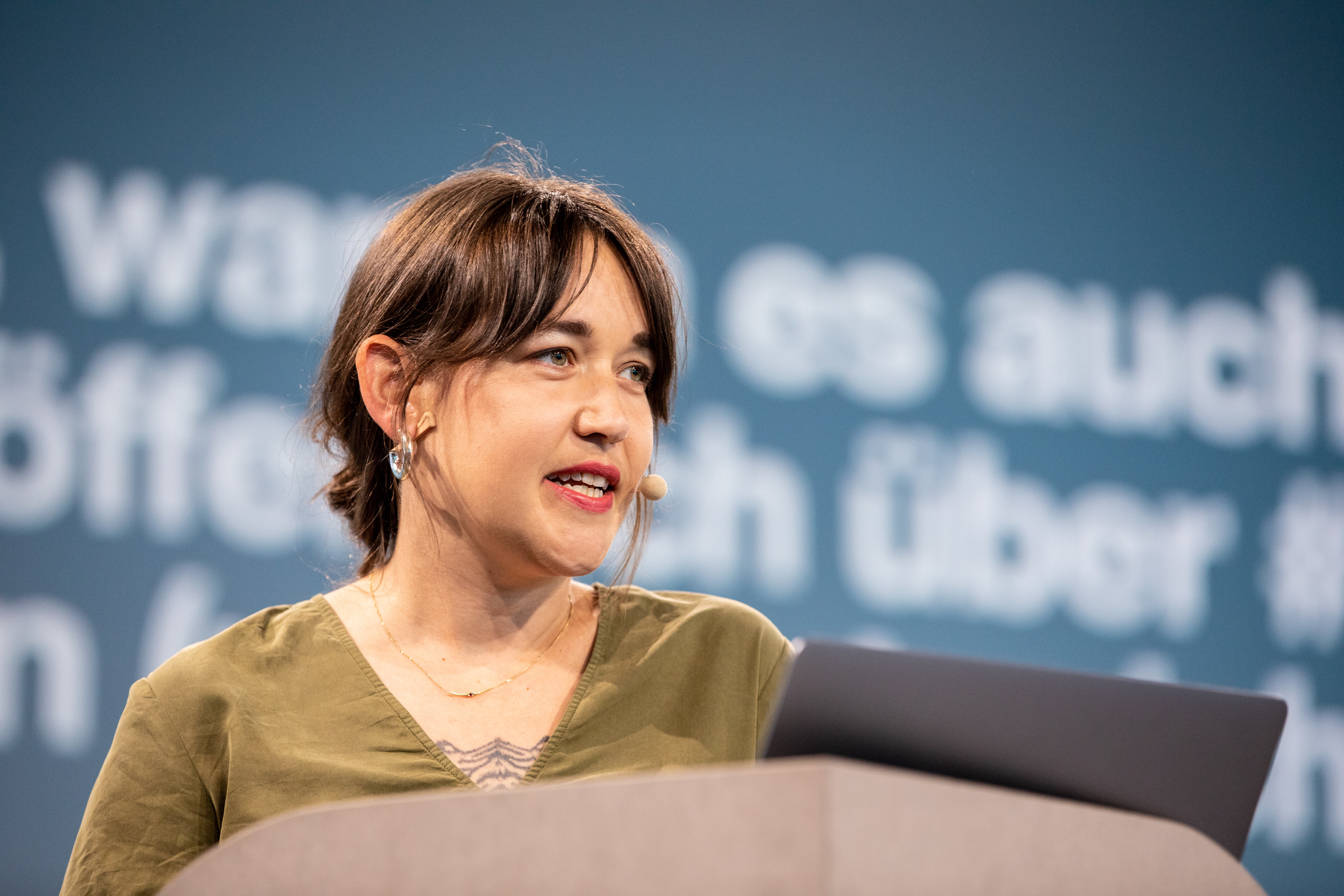
Juliane Löffler (* 1986)

- Löffler, Kai (* 1972), deutscher Basketballspieler
- Löffler, Karl (1821–1874), deutscher Jurist und Autor
- Löffler, Karl (1875–1935), deutscher Bibliothekar und Handschriftenkundler
- Löffler, Karl-Heinz (1927–2016), deutscher Fußballspieler
- Löffler, Karl-Heinz (* 1948), deutscher Sozialwissenschaftler, Germanist, Literaturwissenschaftler, Tonmeister, Autor und Lyriker
- Löffler, Karoline Elke (* 1965), deutsche Illustratorin
- Löffler, Katrin (* 1964), deutsche Germanistin und Historikerin
- Löffler, Kay (* 1958), deutscher Jugendbuchautor
- Löffler, Klara (* 1958), deutsche Ethnologin
- Löffler, Klemens (1881–1933), deutscher Historiker und Bibliothekar
- Löffler, Kurt (* 1932), deutscher Politiker (SED)
- Löffler, Leopold (1827–1898), polnischer Maler
- Löffler, Lilja (* 1981), deutsche Schauspielerin
- Löffler, Lorenz G. (1930–2013), Schweizer Ethnologe
- Löffler, Lothar (1918–1995), Schweizer Unterhaltungspianist, Komponist und Arrangeur
- Löffler, Lothar (1929–2005), deutscher Politiker (SPD), MdB
- Löffler, Luca (* 1998), deutscher Shorttracker
- Löffler, Ludwig (1819–1876), deutscher Lithograf
- Löffler, Manfred (* 1930), deutscher LDPD-Funktionär, Abgeordneter der Volkskammer
- Löffler, Mario (* 1963), sächsischer Politiker (NPD), MdL Sachsen
- Löffler, Markus, deutscher Filmkomponist
- Löffler, Markus (* 1954), deutscher Biostatistiker und Systembiologe
- Löffler, Markus (* 1963), deutscher Filmemacher und Hochschuldozent
- Löffler, Martin (1905–1987), deutscher Jurist
- Löffler, Martin (* 1968), deutscher Politiker (SPD)
- Löffler, Mathilde (1852–1903), deutsche Theaterschauspielerin und Opernsängerin (Sopran)
- Löffler, Max (* 1988), deutscher Politiker (Grüne Jugend)
- Löffler, Meinert (1872–1950), deutscher Gemeindevorsteher von Hammersbeck
- Löffler, Nico (* 1997), österreichischer Fußballspieler
- Löffler, Niklas (* 1990), deutscher Schauspieler
- Löffler, Otto (1864–1945), sächsischer Generalleutnant und Schriftsteller
- Löffler, Otto (1871–1949), deutscher Komponist
- Löffler, Paul (1875–1955), Tübinger Bahnbeamter und Gemeinderat
- Löffler, Paul (1886–1952), deutscher Architekt
- Löffler, Paul (1920–1995), deutscher Maler, Grafiker und Kunsterzieher
- Löffler, Peter, österreichischer Gießer
- Löffler, Peter (1926–2015), Schweizer Schauspieler, Theaterregisseur und Theaterleiter
- Löffler, Reinhard (* 1942), deutscher Fußballspieler
- Löffler, Reinhard (* 1954), deutscher Politiker (CDU), MdLReinhard Löffler (* 1954)

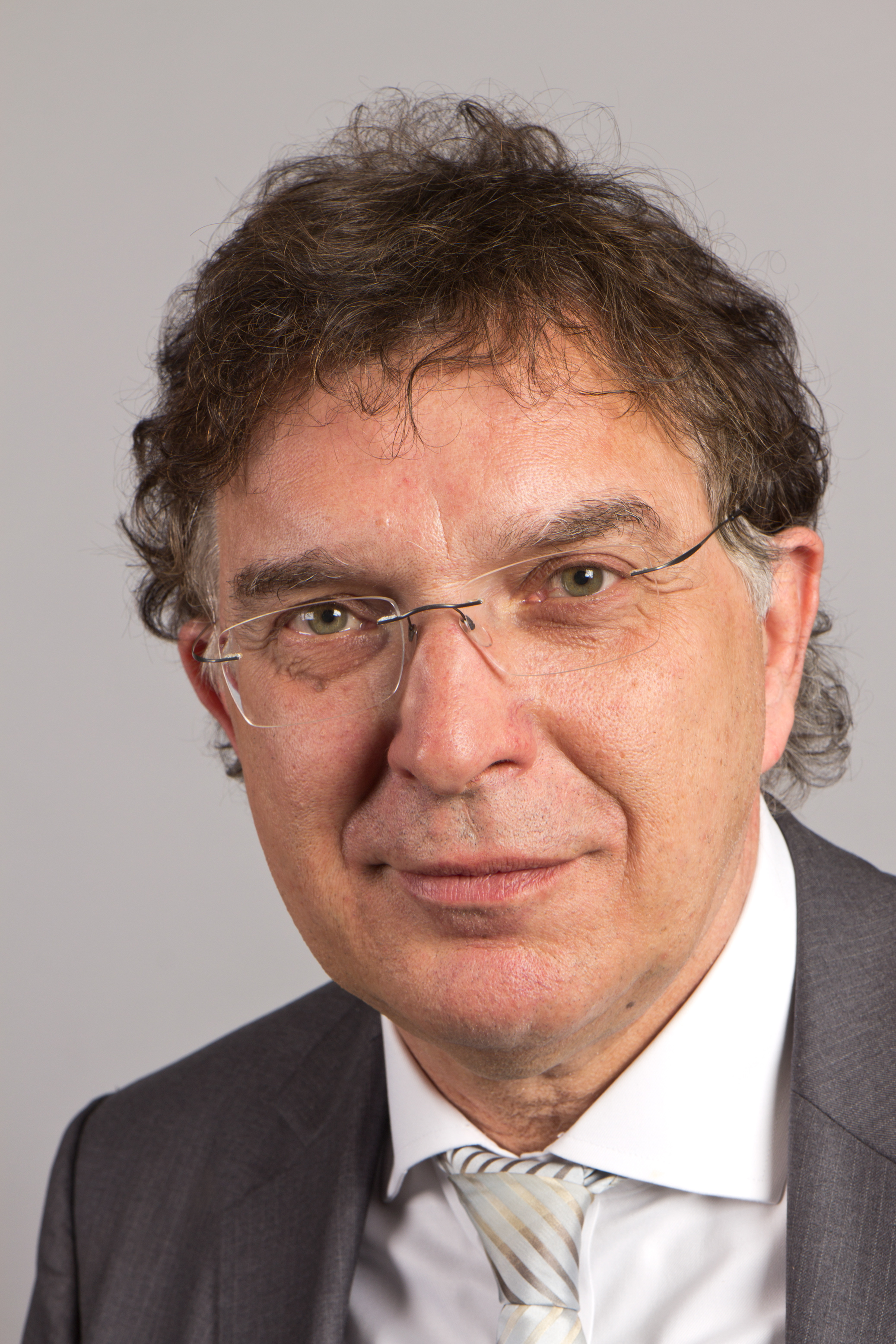
Reinhard Löffler (* 1954)

- Löffler, Robert (1930–1989), österreichischer Funktionär und Politiker (ÖVP), Abgeordneter zum Nationalrat, Mitglied des Bundesrates
- Löffler, Robert (1931–2016), österreichischer Journalist und Kolumnist
- Löffler, Samuel Ludwig (1769–1836), deutscher Beamter
- Löffler, Sigrid (* 1942), österreichische Publizistin, Kulturkorrespondentin, Literaturkritikerin
- Löffler, Stefan (* 1982), deutscher Radrennfahrer
- Löffler, Stephan (1877–1929), deutscher Maschinenbauingenieur und Hochschullehrer
- Löffler, Thomas (* 1989), österreichischer Fußballspieler und -trainer
- Löffler, Till (* 1968), deutscher Komponist, Dirigent, Pianist und Theatermusiker
- Löffler, Tobias (* 1967), deutscher Lichtdesigner
- Löffler, Volker (* 1942), deutscher Sprinter
- Löffler, Walter (1900–1967), deutscher Politiker (SPD), MdA
- Löffler, Wilhelm (* 1886), deutscher Fechter und Olympiateilnehmer
- Löffler, Wilhelm (1887–1972), Schweizer Internist
- Löffler, Willi (1915–2000), deutscher Komponist, Arrangeur, Verleger und Dirigent
- Löffler, Winfried (* 1965), österreichischer Philosoph
- Löffler-Winkler, Anna (1890–1967), russisch-deutsche Malerin
- Löffner, Daniela (* 1980), deutsche Theaterregisseurin
- Loffreda, Mauricio (* 1990), uruguayischer Fußballspieler
- Loffredo, Cecilia (* 2008), dänische Kinderdarstellerin
- Loffredo, Muzzi (1941–2017), italienische Sängerin, Musikerin, Schauspielerin und Regisseurin
- Loffredo, Yela (1924–2020), ecuadorianische Bildhauerin
- Löfftz, Ludwig von (1845–1910), deutscher Maler

### Lofg
- Lofgren, Edward (1914–2016), US-amerikanischer Physiker
- Löfgren, Erik Johan (1825–1884), finnischer Historien- und Porträtmaler der Düsseldorfer Schule
- Lofgren, Esther (* 1985), US-amerikanische Ruderin
- Löfgren, Gösta (1923–2006), schwedischer Fußballspieler
- Löfgren, Mia (* 1976), schwedische Popsängerin
- Löfgren, Mikael (* 1969), schwedischer Biathlet
- Lofgren, Mike, US-amerikanischer Autor
- Löfgren, Nils (1913–1967), schwedischer Chemiker
- Lofgren, Nils (* 1951), US-amerikanischer RockmusikerNils Lofgren (* 1951)

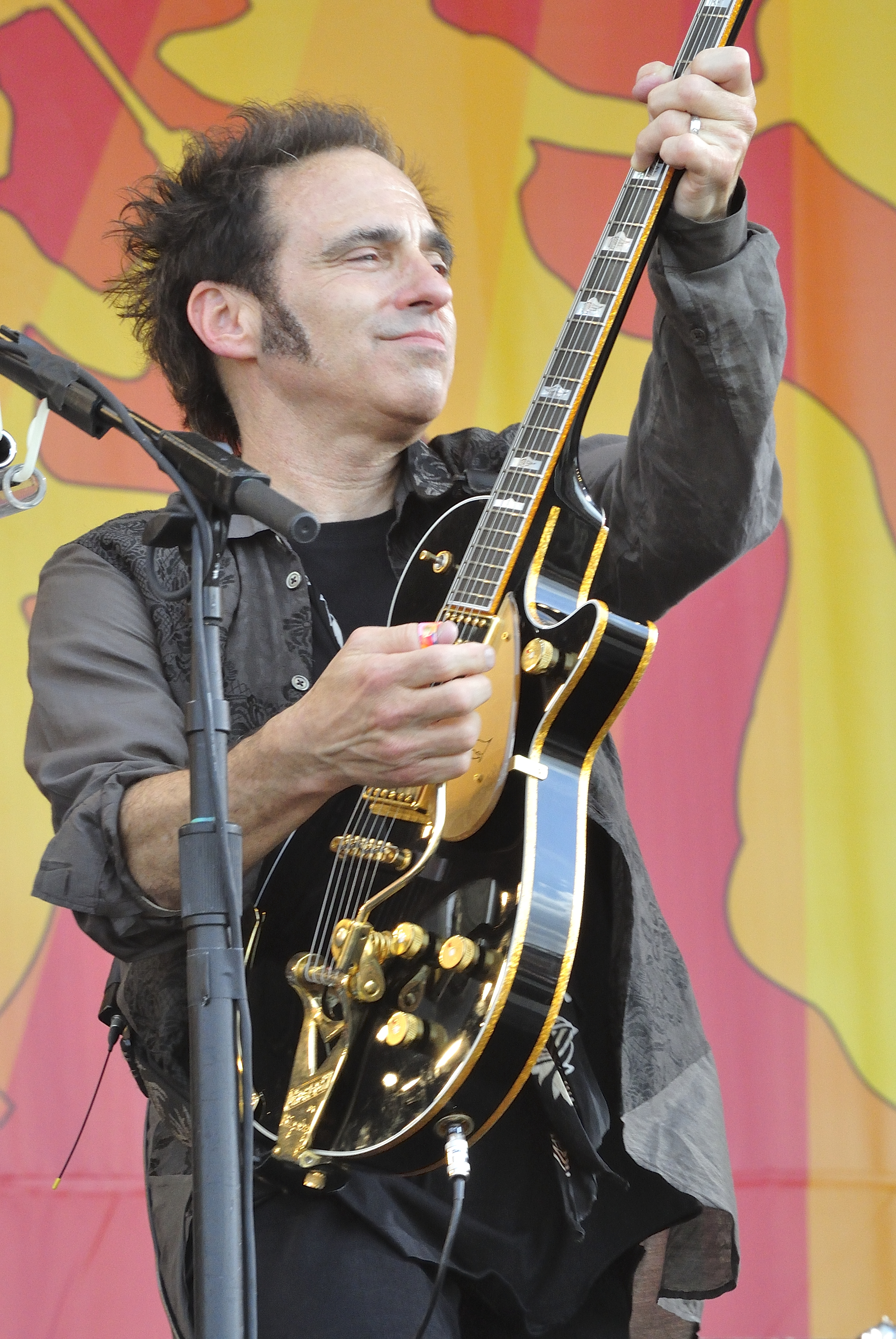
Nils Lofgren (* 1951)

- Löfgren, Orvar (* 1943), schwedischer Ethnologe
- Löfgren, Sven Halvar (1910–1978), schwedischer Arzt
- Lofgren, Zoe (* 1947), US-amerikanische Hochschullehrerin und Politikerin der Demokratischen Partei

### Lofi
- Lofink, Michael (* 1980), deutscher Radsportler, Special-Olympics-Athlet und -Funktionär

### Lofk
- Löfken, Alexander (1891–1971), deutscher Ingenieur und Beamter

### Lofl
- Lofland, Jacob (* 1996), US-amerikanischer Schauspieler
- Lofland, James R. (1823–1894), US-amerikanischer Politiker
- Löfling, Pehr (1729–1756), schwedischer Botaniker
- Löflund, Adolf Eduard (1832–1892), deutscher Oberamtmann
- Löflund, Franz Christian (1755–1827), Buchhändler und Verleger

### Lofm
- Löfman, Thea (* 2003), schwedische Hammerwerferin

### Lofo
- Lofolomo, Enrique (* 2000), deutsch-kongolesischerer Fußballspieler

### Lofq
- Lofquist, Al, US-amerikanischer Filmtechniker, Erfinder und Filmschaffender
- Løfqvist, Bent (1936–2022), dänischer Fußballspieler
- Löfqvist, Gyrd (1921–2012), dänischer Schauspieler
- Löfqvist, Olivia (* 1997), schwedische Handballspielerin
- Löfqvist, William (1947–2016), schwedischer Eishockeytorwart und -funktionär

### Lofs
- Lofsky, Lorne (* 1954), kanadischer Jazzmusiker (Gitarre, Komposition)
- Löfstedt, Bengt (1931–2004), schwedischer mittellateinischer Philologe
- Löfstedt, Einar (1880–1955), schwedischer Klassischer Philologe
- Löfstrand, Christer, schwedischer Poolbillardspieler
- Löfstrand, Gena (* 1995), südafrikanische Mittelstreckenläuferin
- Löfström, Jonas (* 1973), schwedischer Eishockeyspieler

### Loft
- Loft, Arthur (1897–1947), US-amerikanischer Schauspieler
- Loft, George W. (1865–1943), US-amerikanischer Politiker
- Loft, Gerard Francis (1933–2007), neuseeländischer Geistlicher, Bischof von Auki in der Provinz Malaita der Salomonen
- Loft, Martin (* 1965), dänischer Sänger und Schauspieler
- Loftes, Alvin (1890–1971), US-amerikanischer Radrennfahrer
- Loftesnes, Frode (* 1973), norwegischer Basketballspieler
- Lofthouse, Geoffrey, Baron Lofthouse of Pontefract (1925–2012), britischer Politiker (Labour Party), Mitglied des House of Commons
- Lofthouse, James (1842–1906), britischer Apotheker, Chemiker, Chirurg und Zahnarzt
- Lofthouse, Nat (1925–2011), englischer Fußballspieler und -trainer
- Lofthus, Torstein (* 1977), norwegischer Fusion- und Jazzmusiker (Schlagzeug, Komposition)
- Lofthuus, Christian (1750–1797), norwegischer Dichter
- Loftin, Carey (1914–1997), US-amerikanischer Stuntman
- Loftin, Scott (1878–1953), US-amerikanischer Politiker
- Lofting, Hugh (1886–1947), englischsprachiger Schriftsteller
- Loftis, Keith (* 1971), US-amerikanischer Jazzmusiker (Tenorsaxophon)
- Lofton, Cirroc (* 1978), US-amerikanischer FilmschauspielerCirroc Lofton (* 1978)

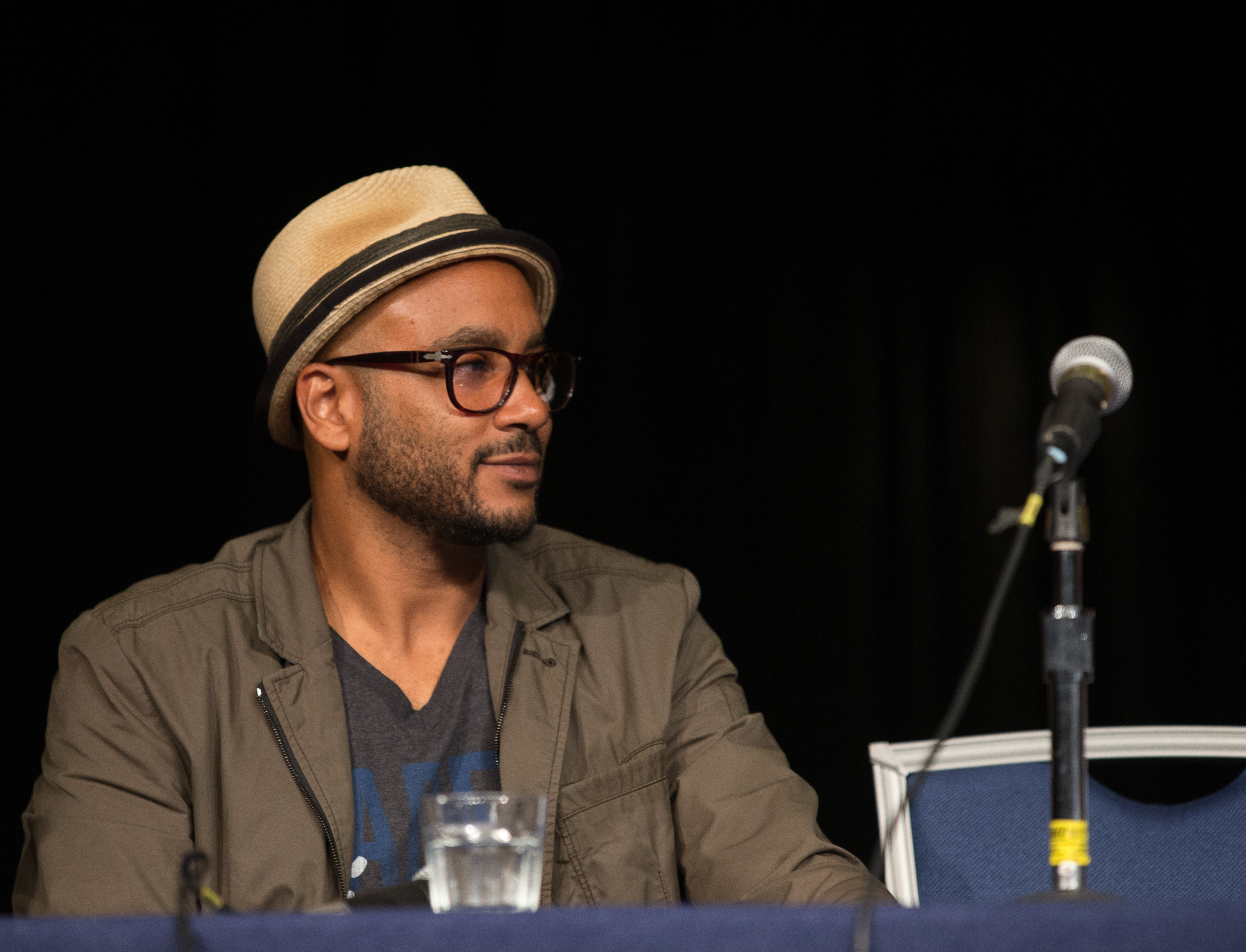
Cirroc Lofton (* 1978)

- Lofton, Cripple Clarence (1887–1957), US-amerikanischer Jazzpianist
- Lofton, Curtis (* 1986), US-amerikanischer American-Football-Spieler
- Lofton, James (* 1956), US-amerikanischer American-Football-Spieler und -Trainer
- Lofton-Malachi, Mallori (* 1987), US-amerikanische Fußballtorhüterin
- Loftus, Aisling (* 1990), britische Schauspielerin
- Loftus, Augustus (1817–1904), britischer Diplomat und Kolonialbeamter
- Loftus, Bryan (* 1942), britischer Kameramann
- Loftus, Cecilia (1876–1943), schottische Schauspielerin
- Loftus, Elizabeth (* 1944), US-amerikanische Psychologin und Hochschullehrerin
- Loftus, Glen (* 1976), australischer Ruderer
- Loftus, John (* 1950), US-amerikanischer Schriftsteller
- Loftus, Seán Dublin Bay Rockall (1927–2010), irischer Jurist, Umweltaktivist und Politiker
- Loftus, William (1820–1858), britischer Geologe und Archäologe
- Loftus-Cheek, Ruben (* 1996), englischer Fußballspieler

### Lofv
- Löfven, Stefan (* 1957), schwedischer Politiker (SAP), Mitglied des Riksdag und MinisterpräsidentStefan Löfven (* 1957)

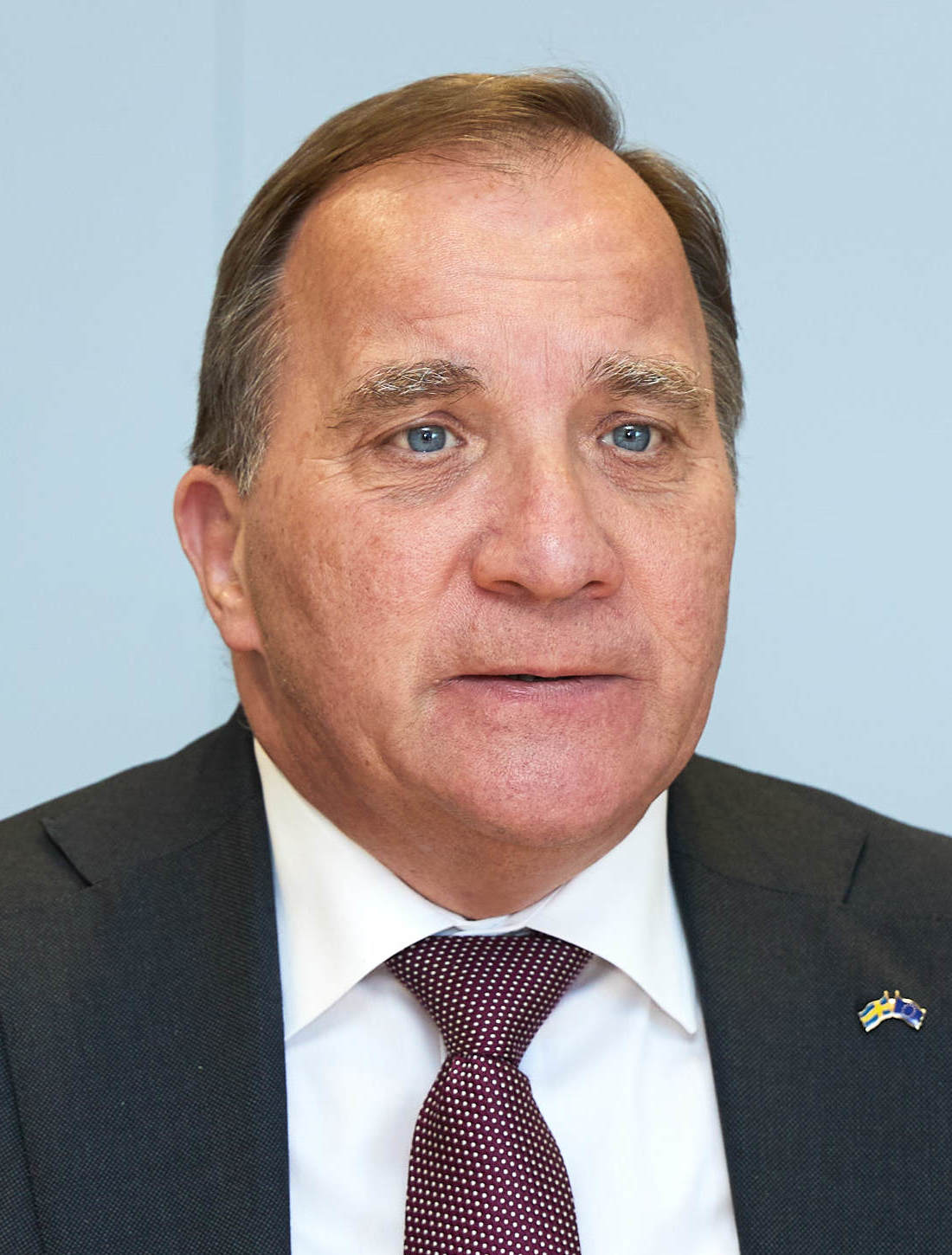
Stefan Löfven (* 1957)

### Lofy
- Lofy, Reinhold (1922–2010), deutscher Widerstandskämpfer gegen den Nationalsozialismus
- Lofy, Wil (1937–2021), luxemburgischer Bildhauer und Maler